# Otilia Mó Romero
Otilia Mó Romero (Ponteareas, 24 de desembre de 1947) és una investigadora espanyola, catedràtica de Química Física a la Universitat Autònoma de Madrid (UAM), especialista en química teòrica i modelització computacional. Ha estat Vicedegana d'estudiants i Directora del Departament de Química de la UAM. Ha estat una de les dones amb més articles publicats a la revista Journal of Physical Chemistry. Va ser secretària de l'Institut Universitari d'Estudis de la Dona de la UAM des de 1990 al 1991, i directora del mateix del 1991 al 1995.